# Meteorus obsoletus
Meteorus obsoletus är en stekelart som först beskrevs av Wesmael 1835.  Meteorus obsoletus ingår i släktet Meteorus och familjen bracksteklar. Arten är reproducerande i Sverige. Inga underarter finns listade i Catalogue of Life.